# Samuel Masham
Pour les articles homonymes, voir Masham.
Samuel Masham (1678/79 – 16 octobre 1758), 1er baron Masham, est un général britannique et un courtisan de la cour de la reine Anne de Grande-Bretagne et le mari de sa favorite, Abigail Masham.

## Biographie
Il est le huitième fils de sir Francis Masham († 1723), 3e baronnet (de Otes) et de Mary Scott. Il est né dans la même maison que celle où John Locke a passé ses dernières années. Il entre à la cour comme page de Georges de Danemark, mari de la future reine. En 1701, il est nommé equerry (aide de camp).
Il rencontre sa future femme, Abigail Hill, en 1704, quand elle est nommée Lady of the Bedchamber d'Anne. C'est également cette année que l'amitié entre Anne et la duchesse de Marlborough commence à décliner. Sarah, une Whig, s'absentait fréquemment de la cour, parfois pour de longues périodes et était trop autoritaire avec la reine. Abigail, Tory et aidée par ses flatteries, pris donc rapidement sa place auprès de la reine.
C'est probablement le leader Tory Robert Harley qui vanta à Masham les avantages existant à épouser une favorite royale. Le couple se marie en 1707, en présence de la reine qui offre 2 000 £ à Abigail pour sa dot. La duchesse, qui n'a pas été mise au courant et qui n'a plus autant d'influence qu'avant sur la reine, découvre l'événement quelques mois plus tard. Elle accuse Anne de lesbianisme, ce qui finit par la mettre totalement en disgrâce.
La position d'Abigail profitait à son époux : il fut promu général de brigade, et en 1710 devient député pour Ilchester. En 1712 Robert Harley, désormais comte d'Oxford et Mortimer, demande à la reine de créer douze nouveaux pairs, à l'occasion des négociations pour le traité d'Utrecht, contre lequel les Whigs étaient fermement opposés. Masham faisait partie des nouveaux pairs proposés à la reine. Anne n'accepta qu'à condition qu'Abigail demeure sa femme de chambre (une pairesse n'était pas censée effectuer ce genre de devoir, considéré comme inférieur). Masham devient donc baron Masham de Otes.
Après la mort de la reine Anne en 1714 son successeur, George Ier, fait revenir le couple Marlborough parti en exil. Abigail se retire de la vie publique et son mari devient King's Remembrancer en 1716. Il meurt en 1758.